# Pleiospilos compactus
Pleiospilos compactus es una  especie de planta suculenta perteneciente a la familia de las aizoáceas. Es originaria de Sudáfrica

## Descripción
Es una pequeña planta suculenta perennifolia, con un tamaño de 5 cm de altura. Se encuentra a una altitud de 950 - 1200 metros en Sudáfrica.

## Subespecies
- Pleiospilos compactus subsp. canus H.E.K. Hartmann & Liede
- Pleiospilos compactus subsp. compactus Schwantes
- Pleiospilos compactus subsp. fergusoniae	H.E.K. Hartmann & Liede
- Pleiospilos compactus subsp. minor H.E.K. Hartmann & Liede
- Pleiospilos compactus subsp. sororius H.E.K. Hartmann & Liede

## Sinonimia
- Pleiospilos compactus subsp. compactus
- Mesembryanthemum compactum Aiton (1789) basónimo
- Punctillaria compacta (Aiton) N.E.Br.
- Pleiospilos longibracteatus L.Bolus
- Punctillaria optata (N.E.Br.) N.E.Br.
- Pleiospilos optatus (N.E.Br.) Schwantes
- Mesembryanthemum optatum N.E.Br. (1920)[1][2]